# Ajawa
L'Ajawa és una llengua afroasiàtica extinta que es parlava a l'estat de Bauchi, Nigèria. S'extingí entre el 1920 i el 1940, ja que els membres de l'ètnia adoptaren el haussa.